# حرب الأحافير

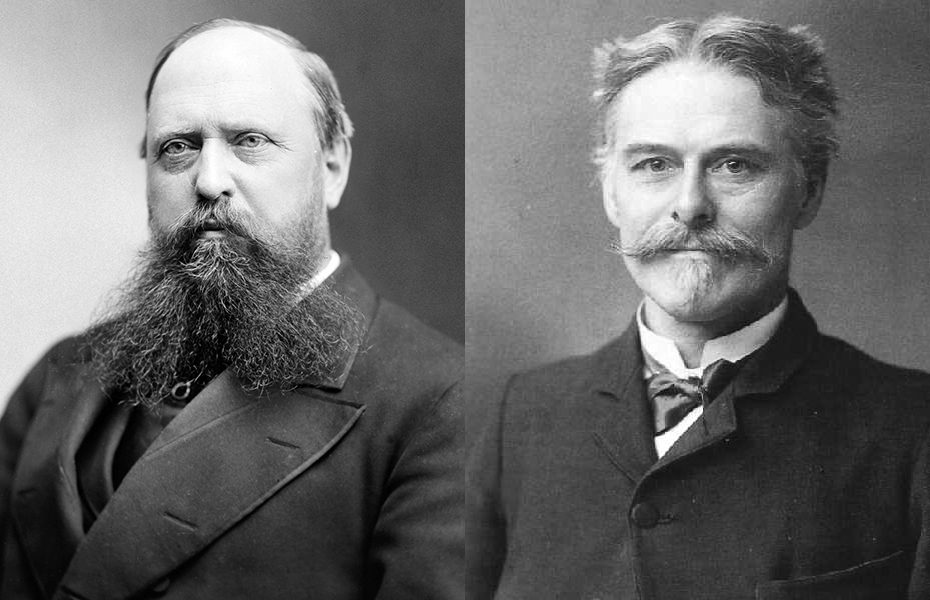
أثار التنافس ما بين أوثنييل تشارلز مارش (يسار) وإدوارد درينكر كوب (يمين) حروب العظام.

حروب العظام كما عُرِفت باسم «تهافت الديناصور العظيم» أو حرب الأحافير تُشير إلى فترةٍ من المضاربة والتجميع والاكتشاف الأحفوري المُكَثَّف إِبَّان العصر المذهب من التاريخ الأمريكي، اتصفت بتنافسٍ محتدم الوطيد ما بين كل من عالميّ الحفريات إدوارد درينكر كوب (من أكادمية العلوم الطبيعية في فيلادلفيا) وأوثنييل تشارلز مارش (من متحف بيبودي للتاريخ الطبيعي في ييل). استخدم فيها كِلاَ العالمان طرقاً مُبطَّنة سعياً وراء إلحاق الهزيمة بالطرف الآخر عبر التنافس في مجال علم الحفريات واللجوء إلى الرشوة والسرقة وتدمير العظام. كما سعى كل منهما إلى الحَطُّ من سمعةِ الآخر وقَطْع التمويل عنه عَبر مهاجمة بعضهما بعضاً في المنشورات العلمية.
قاد البحث عن الأحافير العالميّن نحو الغرب الأمريكي حيث توجد طَبَقات عظمية غنيَّة بالأحافير في ولايات كولورادو ونبراسكا ووايومنغ. عمِلَ عالما الحفريات في الفترة من عام 1877 حتى 1892، على استخدام ثروتهما ونفوذهما لتمويل البعثات الخاصة بهما وللحصول على خدمات مطاردي الحفريات وشراء عظام الديناصورات منهم. في نهاية حرب الأحافير كان كِلاَ العالميّن قد استنفذا مواردهما المالية سعياً وراء تحقيق التفوق الأحفوري.
كان كل من كوب ومارش مدمران ماليا واجتماعيا بسبب الحرب القائمة بينهما لكن رغم كل ذلك ظلت مساهمتهما في العلم ومجال الحفريات مُكَثَّفة فضلاً عن فتحهما الباب أمام العديد من الأعمال لمن تلاهما حيث توفيا تاركين صناديق من الأحافير التي لم تفتح بعد. أدت جهود هذان الرجلان إلى اكتشاف ووصف أكثر من 142 نوع جديد من الديناصورات. وأدت نتائج حرب العظام إلى زيادة المعرفة عن الحياة البدائية وأشعلت شرارة اهتمام العامة بالديناصورات مما أدى إلى استمرار التنقيب عن آثارها في أمريكا الشمالية لعدة قرونٍ لاحقة. نُشِرت العديد من الكتب التاريخية والقصص الخيالية عن هذه الفترة من التنقيب مُكَثَّف للحفريات.

## تاريخها

### لمحة تاريخية
كانت علاقة كوب ومارش ودية في وقت ما.حيث التقيا لأول مرة في برلين عام 1864 وأمضيا عدة أيام سوياً حتى أنهما (اطلقا اسميهما على بعض الفصائل) وتوترت علاقتهما بعد فترة ويرجع ذلك إلى شخصياتهم القوية. فقد عرف عن كوب انه مزاجي ومشاكس في حين كان مارش بطيئاً، وأكثر منهجية، ويميل للانطواء، ولكن كلاهما كانا عدائين ويعتريهما الشك. هذا الخلاف امتد إلى الناحية العلمية حيث أن كوب كان داعما لنظريات «النيو لاماركية» ومارش داعماً لنظرية داروين للتطور بواسطة الانتقاء الطبيعي ولكن حتى في أفضل الأوقات كان كلاهما ينظر للآخر باحتقار مبطن. وكما قال أحد المراقبين: «إن إدوارد الارستقراطي كان لينظر إلى مارش على أنه ليس رجلا شهما أو ارستقراطيا، بينما اوثنييل الأكاديمي كان بعتبر كوب مهنيا تماما».
أتى كوب ومارش من بيئات مختلفه. فقد كان كوب ينتمي إلى عائله غنية ذات سلطة في فيلادلفيا وعلى الرغم من ان والده كان يأمل ان يصبح ابنه مزارعا الا ان كوب وجد نفسه متميزا في الطبيعة عام 1864م أصبح كوب بروفيسورا في علم الحيوان في جامعه هارفرد وانضم إلى فيردينداد هايدن في بعثاته الغربية (مع العلم أنه كان عضوا في أكاديمية العلوم الطبيعية).
أما مارش فقد نشأ في عائلة فقيره ومكافحه في لوكبورت بنيويورك، الا ان خاله جورج بيبودي أحسن إليه. استمر مارش في الإصرار على عمه لبناء متحف بيوبدي للتاريخ الطبيعي ووضعه كرئيس للمتحف. وقد ورث عن عمه رئاسة المتحف بعد وفاته عام 1869م. في هذه الفترة كان مارش مرتاحاً ماديا وعلى الرغم من ذلك وبسبب نظره البيوبدي للزواج، فضل مارش ان يبقى عازباً.

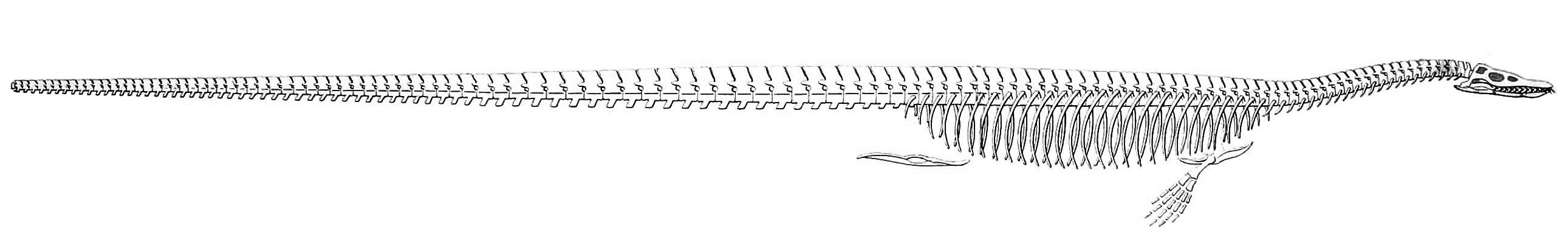

في أحد المناسبات قام العالمان بحملة لجمع أحافير منجم كوب الطيني في نيوجيرسي، المكان الذي اكتشف فيه العالم «وليام باركر فولك» عينة طراز نموذجي للهادروساروس فولكي (ديناصور له منقار بطة وجدت أحفورته مكتملة) التي وصفها عالم المتحجرات «جوزيف ليدي» وكان هذا من أول الاكتشافات الأمريكية للديناصور. وكان المنجم لا يزال غنياً بالأحافير. على الرغم من انفصالهما الودّي إلا أن مارش قام برشوة عمال المنجم سراً حتى يحولوا له الأحافير التي يجدونها بدلاً من تحويلها لكوب. بدأ الاثنان بمهاجمة بعضهما في دراساتهما ومنشوراتهما، الأمر الذي دهور علاقتهما الشخصية. قام مارش بإذلال كوب عندما أشار إلى أن إعادة تشكيل كوب للبلصور الاسموسورس يوجد فيها خلل، حيث أخطأ كوب بمكان الرأس ليضعه مكان الذيل (أو كما يزعم، وبعد 20 سنة، نشر ليدي التصيح بعد ذلك بوقت قصير) ، وبدوره بدأ كوب بجمع الأحافير من مقاطعة كان يعتبرها مارش خاصة به يجمع منها العظام في مدينتي كانساس ووايومنغ، وبهذا تدمرت علاقتهما أكثر.

### الرحلات الاستكشافية المبكرة (1872م- 1877م)
في عام 1870م، لفت انتباه كوب ومارش الغرب الأمريكي بعد أن سمعا عن أحافير المستحثات الكبيرة التي عُثر عليها هناك. مُنح كوب منصباً في المسح الجيولوجي من خلال استغلال نفوذه في واشنطن، تحت رئاسة فيرديناند هايدن. مع أنه لم يكن يتلقى أجراً مقابل عمله، إلا أنه منح كوب فرصة لجمع احافير المستحاثات في الغرب الأمريكي ونشر اكتشافاته. وقد ناسب أسلوب كوب الدرامي في الكتابة هايدن نوعاً ما، الذي اراد ان يصنع أنطباعاً موحداً لتقارير المسح الرسمية. توجه كوب في يونيو 1872 م في رحلته الأولى، حيث أراد أن يُعاين مجموعة احافير مستحثات «إيكون» في وايومنغ شخصياً. أدى هذا إلى خلاف بين كوب، هايدن، وليدي. اللذي كان يستمتع باستلام مجموعة هايدن من أحافير المستحثات حتى انضم كوب إلى فريق المسح، وبدأ كوب في البحث عن احافير مستحثات في منطقة ليدي في نفس الوقت الذي كان من المفترض أن يقوم فيه ليدي بالجمع. حاول هايدن أن يهدئ الامور برسالة إلى ليدي:
طلبت منه بان لا يذهب إلى ذلك الحقل الذي كنت تذهب اليه. ضحك من الفكرة كونه محظور من الذهاب إلى أي منطقة وقال بانه ينوي الذهاب سواءً ساعدته أم لا، ومدى قلقه حول التعاون بينهما لشخص مثله مشرف لفيلقي. ليس بإمكاني ان اكون مسئولاً عن الحقل الذي اختاره كونني لا ادفع له أجراً مقابل ذلك أو أي جزء مقابل التكاليف الخاصة به. لذلك سوف ترى بانه ليس من اللطيف ان تعمل في منافسة مع الاخرين وهي أمر حتمي تقريباً. وكل ما يمكن هو ابداء التعاطف فقط.
أخذ كوب عائلته أسوة بدينيفر. بينما حاول دينيفر أن يبقى كوب وليدي في مواقع التنقيب في المنطقة نفسها. كانت البداية لاحقاً من الجيولوجي فيلدينغ بيرفرود ميك، وهدف كوب أيضاً للتحقق من تقارير ميك عن العظام التي عثر عليها بالقرب من محطة بلاك بت وسمة للقطار. وجد كوب الموقع وبعض الهياكل العظمية المتبقية للديناصورات أطلق عليها اسم (Aghathaumas Sylvesters). كان هناك اعتقاد بانه تلقي دعم كامل من هيدن ومسح الأراضي، بعد ذلك رحل كوب إلى فورت فريدج في يونيو، ليفاجأ بعدم وجود العمال والمركبات والخيول والمعدات التي كان يتوقع وجودها هناك. قام بربطهم ببعض عن طريق زي موحد على نفقته الخاصة ليتألف الفريق من سائقي الشاحنات والطباخين والدليل. جنبا إلى جنب مع ثلاثة رجال من شيكاغو كانوا مهتمين بالدراسة معهم. كما تبين لاحقاً أن رجلين من رجال كوب كانوا في الحقيقة من موظفي مارش. عندما اكتشف المنافس في الحفريات أن رجاله استولوا على أموال كوب، شعر بالغضب.
بينما حاول رجال مارش إقناعه بأنهم ما زالوا رجاله (اقترح أحدهم البقاء في عملهم بالإضافة إلى بقاء كوب بعيدا عن المحفوظات الجيدة)، تكاسل مارش عن توقيع وكالات الاتفاقيات وعن الدفع مما قد يكون سبباً وراء بحثهم عن عمل آخر. تجولت رحلات الاكتشاف في دول وعرة التي قام هيدن فقط بمسح اراضيها، واكتشف دزينات من الأجزاء الجديدة. في هذه الأثناء، ارسل أحد رجال مارش بعض مواده بدلا عنه إلى كوب. عندما استقبلت كوب الأحافير أعادها إلى مارش، وبالرغم من ذلك فقد زاد ذلك من ضرر علاقتهما ببعضهما.
انتهت المودة الظاهرة بين كوب ومارش في عام 1872م، وبحلول ربيع 1873 م بدأ العداء الصريح بينهما. وفي نفس الوقت، حقق ليدي، كوب ومارش اكتشافات عظيمة لزواحف قديمة وثدييات في طبقات العظام الغربية. وقد كان من عادة علماء الحفريات التسرع في إرسال التلغرافات للشرق لإبلاغهم باكتشافاتهم الحديثة ثم إكمال نشرها بعد العودة من الرحلة. من بين العينات الجديدة التي وصفها العلماء كانت Uinthatherium,Loxolophodon, Eobasileus, Dinoceras, and Tinoceras. وكمنت المشكلة في عدم وجود اختلاف بين العديد من هذه الاكتشافات. بل كان كلا من كوب ومارش يعرفان أن بعض الأحافير كانت قد وجدت بالفعل من قبل الآخرين في الواقع. كما اتضح أن العديد من الأسماء التي وصفها مارش كان معمولا بها، في حين لم يكن لكوب أي إضافة جديدة. كما أضاف مارش نوعا جديدا إلى النظام الجديد من الثدييات،(Cinocerea). احس كوب بالذل والعجز تجاه التغلب على منافسه، وقام بدلا من ذلك بنشر دراسة تحليلية واسعة حيث اقترح وضع خطة جديدة لتصنيف ثدييات العصر الفجري، حيث تجاهل أجناس مارش لمصالح شخصية. تمسك مارش بسلاحة واستمر على اصراره من اكتشافات كوب لجنس الديناصورات Dinocerata وكونها ادعاءات غير صحيحة.
بالرغم من انشغال علماء العالم بالتسميات وتقسيم الفصائل الا انهم عادو للغرب من أجل المزيد من الأحافير. قام مارش برحلته الأخيرة المقدمة من ييل مارش ب إلى يالي عام 1873 م مع مجموعة كبيرة مكونة من 13 مع 30طالب، تمت حمايتهم من قبل مجموعة من الجنود الذين ارادوا استعراض قواهم أمام قبيلة سيوكس. وقد كانو تحت حماية عدد من العساكر الذين كان الغرض من وجودهم هو إظهار قوه رحلة سيوكس. تعرض مارش لمشاكل مادية بسبب الرحلات المكلفة التي قام بها في السنين الماضية لذا جعل طلابه يدفعون بأنفسهم مبالغ السفر في رحلته الأخيرة وقد كلفت هذه الرحلة ييل ليالي 1857.5 دولار وذلك اقل من 15000 دولار (أي ما يعادل 200,000 دولار في الوقت الحالي).

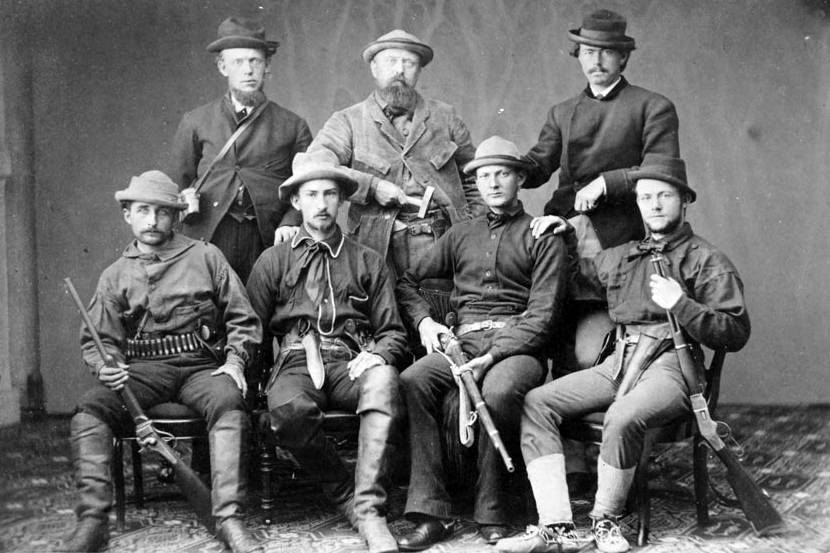

ثبت أن هذه كانت الرحلة الأخيرة لمارش وذلك لانه كان يُفضل في ما تبقى من فترة «حرب العظام» الحصول على خدمات (جامعي الآثار؟) المحليين وعلى الرغم من انه كان يمتلك ما يكفي من العظام للانكباب على دراستها لسنوات الا ان نزعته الغريزيه وشهيته العلمية كانت تزداد مع الوقت. بالنسبة لكوب فقد كان هذا الموسم للتجميع أفضل مما كان عليه عام 1872م. وعلى الرغم من ولع مارش بتجميع المزروعات بنفسه مما يعني أنه لم يكن شخصاً مرغوباً به في بريدجر. الا ان ذلك كان يعني وجود منافسة شديده تجعله شخص غير مرغوب فيه في بريدجر. بعد أن تعب كوب من العمل تحت هايدين، وجد وظيفه مدفوعة الأجر في سلاح المهندسين بالجيش لكنه كان مقيد من قبل الرابطة الفيدراليه وكان عمله محدوداً في هذه الرابطة الفيدراليه، وبينما كانت تتم دعوة كوب للعديد من الاستطلاعات تمكن مارش من تجميع كل ما يريد.
تحول اهتمام اثنين من العلماء العالمين إلى جنوب داكوتا في منتصف عام 1870 م حيث تم اكتشاف الذهب في بلاك هيلز وزادت التوترات الأمريكية مع الولايات المتحدة. المنطقة الإمريكية الأصلية (Hillsincreased). وبسبب شغف مارش بالحفريات الموجودة في هذه المنطقة، أصبح متورطا في سياسيه الجيش الهندي. ومن اجل الحصول على دعم من رئيس «ريد كلاود» في سيوكس، وعدهم مارش بدفع مبلغ للأحافير للحفريات التي قام بجمعها وان يعود إلى واشنطن بعد أن ضغطو عليه لسوء معاملتهم. في النهاية تراجع مارش ووفقا لما قالته عنه حبيبته بانه قد قام بتجميع الحفريات والعودة قبل وصول المينيكونجو لم تتخذ وزارة الداخلية أو إدارتها أي إجراء ضد مارش إلا أن دوافعه كانت لصنع إسماً لنفسه مقابل إدارة يوليسيس جرانت غير المشهورة. وقد تكون فعلته هذه ليذكر اسمه كمعارض لإدارة يوليس قرانت. بحلول عام 1875 م توقف كلا من مارش وكوب عن عملية الجمع خصوصا بسبب الضغوطات المالية وحاجتهم لترتيب كل اكتشافاتهم المتأخرة ولكن الاكتشافات الجديدة قد تكون السبب لعودتهم للغرب قبل نهايه العقد.

### 1877 م– 1892م: كومو بلوف وجد
في 1877م تلقى مارش رسالة من آرثر ليكس، مدرس في مدينة جولدن، كولورادو. ذكر ليكس أنه قد سار لمسافات طويلة في الجبال قرب بلدة موريسون عندما اكتشف هو وصديقه اتش. اس. بيكويث عظاما ضخمة راسخة في الصخر. قال أيضاً ليكس أن العظام «كانت على ما يبدو عبارة عن فقرة وعظمة العضد من لأحد أنواع من العظائيات العملاقة». وبانتظار رد مارش، نبش ليكس عن عظام «ضخمة» وأرسلها لنيو هافين. وبسبب بطء مارش بالاستجابة، أرسل ليكس شحنة من العظام لكوب أيضا.

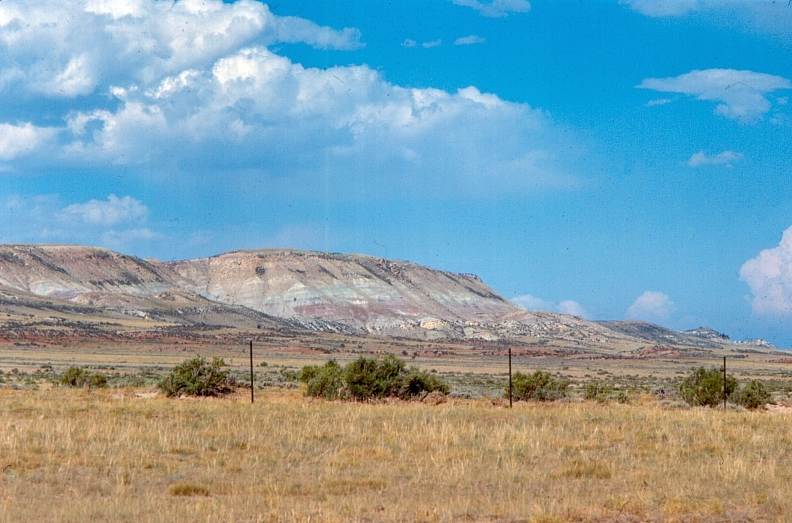

عندما استجاب مارش إلى ليك (حيث دفع للمنقب 100 دولار) حثه على ابقاء المكتشفات سرا. عندما علم مارش ان ليك متفق مع كوب ارسل رجله بنجامين مدج لموريسون للحفاظ على خدمات ليك . في نفس الوقت قام مارش بنشر وصف لاكتشافات ليك في المجلة الأمريكية للعلوم في 1 يوليو. وقبل ان ينشر كوب تفسيره لهذه الاكتشافات قام ليك بتبليغه بانه سيتم شحن العظام لمارش، وهي إساءة بالغة لكوب في هذا الموقف.
وصلت رسالة ثانية من الغرب، كانت مرسلة إلى كوب. لوكاس عالم الطبيعة قد جمع النباتات بالقرب من كانون سيتي، كولورادو. عندما وجد تشكيلة من احافيرالعظام. بعد استقبال نماذج أكثر من لوكاس، استنتج كوب ان تشكيلة الديناصورات الضخمة كانت من آكلات الأعشاب ولاحظ ان العينات اضخم من أي شي كان قد وُصف من قبل حتى من مكتشفات ليك.
بعدما اشتهرت عن اكتشافات لوكاس، اعطى مارش تعليمات لمدج وشخص كان من طلابه، سامويل وندل ولِستون، لنصب مقلعاً بدلا منه بالقرب من كانون. وللأسف علم مارش من ولِستون ان لوكاس وجد أفضل العظام ورفض ان يترك العمل لكوب للعمل لمارش. اعطى مارش تعليماته لولِستون ان يعود لموريسون، عندما انهار مقلع مارش الصغير وكادت أن تقتل مساعديه. كادت هذه النكسة أن تفسد إمدادات مارش من العظام التي يتلقاها من الغرب إذا لم يستلم الرسالة الثالثة التي قريبا ستحصد له نتائج مذهلة.
في وقت اكتشافات ليكس، كان يتم بناء السكة الحديدية العابرة للقارات عبر منطقة نائية في وايومنغ. كانت رسالة مارش عن طريق رجلين يعملان في سكة يونيون باسيفيك الحديدية عرفا عن نفسيهما كهارلو وإيدواردز (كان اسميهما الحقيقين كارلن ورييد). زعم الرجلين أنهما عثرا على أعداد كبيرة من المستحاثات في كومو بلاف، وحذرا بأن هناك آخرين في المنطقة «يبحثون عن أشياء مشابهة» الأمر الذي فسره مارش على أن المقصود به هو كوب. أرسل مارش ويليستون (الذي وصل متعباً للتو من كانساس بعد انهيار منجم موريسون) إلى كومو بلاف بسرعة. بعث طالب مارش السابق رسالة تؤكد وجود أعداد كبيرة من العظام وأن رجال كوب هم بالفعل من يتجسس حول تلك المنطقة سراً. خشية تكرار نفس الاخطاء التي وقع فيها ليكس، سارع مارش بارسال النقود إلى قناصي العظام الجدد وحثهما على إرسال مستحاثات إضافية. تمكن ويليستون من عقد صفقة تمهيدية مع كارلن ورييد، اللذان لم يتمكنا من صرف شيك مارش كونه قد حرره باسميهما المستعارين، لكن كارلن قرر أن يتجه إلى نيو هيفن للتعامل مع مارش شخصياً.
وضع مارش عقد ينادي برسوم شهرية، مع مبالغ نقدية مكافئة محتملة لكاراين ورييد، اعتمادا على أهمية الاكتشافات. امتلك مارش أيضا الحق بارسال مراقبيه للإشراف على الحفر إذا استدعى الأمر، وابداء النصائح للرجال ليستمروا في السيطرة على المنطقة. وعلى الرغم من المقابلات المباشرة، فشل كارلن في التفاوض على بنود أفضل من مارش. أخذ الحفار عمل كارلن ورييد بناء على البنود المنصوص عليها، ولكن تمت ملاحظة ظهور بذور انشقاق واستياء لدى صيادي العظام وكانهم شعروا بالرهبة من الاتفاق مع مارش. انتج استثمار مارش في منطقة كومبو بلف ثماره بسرعة. في حين فاز مارش بجامعيي رحلة الشرق المتجهة شرقاً، وارسل رييد حمولات السيارات بالعظام بالقطار إلى مارش في 1877م. وصف مارش الديناصورات وأطلق أسماءاً عليها مثل ستيجوساروس والًوساروس واباتوساروس في ديسمبر 1877 م نسخة المجلة الأمريكية للعلوم.
على الرغم من احتياطات مارش التي اتخذها حتى لا ينتبه منافسه لمنطقة كومو بلوف (Como Bluff's) الغنية بأثار العظام، إلا أن أنباء الاكتشافات انتشرت سريعاً، بمساعدة اشاعات من كارلين وريد (Carlin and Reed). اللذان سربا بعض المعلومات إلى مجلة (the Laramie Daily Sentinel) التي قامت بدورها في نشر مقالة حول الاكتشافات في أبريل 1878م وبالغت من حيث المبالغ التي يحصّلها مارش مقابل العظام، ربما لرفع الأسعار والطلب المتزايد من العظام. قام مارش بمحاولة للحد من تسرب هذه الاشاعات، مستفيدا من ويلستون (Williston) قائلا بأن كارلين وريد قد زارا رجلا يدعى هينز (Haines) الذي كان يعمل لدى كوب على ما يبدو. بعد العلم باكتشافات كومو بلوف، قام كوب بارسال سارقي الدينصورات (dinosaur rustlers) إلى المنطقة في محاولة لسرقة الحفريات بهدوء دون أن يلحظ مارش ذلك. بلغ استياء كارلين أقصى حدوده خلال شتاء عام 1878 م، من مارش الذي كان يرسل الدفعات بشكل متقطع، وبدأفي العمل لدى كوب بدلا من ذلك.
أنفق كوب ومارش من ثرواتهم الخاصة لتمويل البعثات الاستكشافية كل صيف، ثم يقضون الشتاء التالي في نشر اكتشافاتهم. سرعان ما بدأت الجيوش المصغرة من صائدي الاحافير في إرسال أطنان منها على متن عربات تجرها البغال أو عن طريق القطارات إلى الشرق. استمرت الحفريات لخمسة عشر عاما من عام 1877م إلى عام 1892م. وواجه عمال كوب ومارش مصاعب كثيرة متعلقة بالظروف الجوية القاسية وأعمال التخريب والإعاقة من عمال العلماء الآخرين. قام كارلين بحبس ريد خارج محطة قطار «كومو» مما أجبره على جر العظام على طول المنحدر وصولا إلى محطة القطار ومن ثم وضعها في صناديق في البرد القارس. أشار كوب إلى كارلين ان يقيم محجره الخاص في منحدر كومو، أرسل مارش ريد للتجسس على صديقه القديم. بينما بدأ محجر ريد رقم #4 بالنضوب، أمره مارش بإفراغ محاجره الباقية من قطع العظام التي جُمعت. ذكر ريد انه دمر جميع العظام المتبقية ليمنع كوب من الحصول عليها. انطلاقا من قلقه حول تعدي الغرباء بالتعدي على محاجر ريد، أرسل مارش ليكس إلى كومو للمساعدة في عمليات الحفر والتنقيب. ثم قام بزيارة المكان بنفسه في يونيو عام 1879م.
أخذ كوب جولة في محاجره في أغسطس. على الرغم من استمرار رجال مارش في افتتاح محاجر جديدة لاكتشاف المزيد من الحفريات إلا أن العلاقة توترت بين ليكس وريد اللذان قدما استقالتهما في أغسطس. أراد مارش تهدئتهما بإرسال كل منهما للطرف المقابل من المحجر ولكن بعد أن تم اجباره على التخلي عن عظمة في محجر أثناء عاصفة جليدية قدم استقالته وعاد للتدريس في 1880م.
لم يهدئ رحيل ليكس التوتر بين رجال مارش، وشعر بديل ليكس وهو رجل سكك حديدية يدعى كينيدي بأنه لا يتوجب عليه اخبار ريد وبذلك دفع الخلاف الذي بين الاثنين عمال مارش الآخرين بالانسحاب. حاول مارش تفرقة كينيدي وريد وأرسل فرانك شقيق ويلينستون إلى كومو لمحاولة الحفاظ على السلام. تخلى فرانك ويلينستون عن خدمة مارش وأقام مع كارلين. بدأت أعمال حفريات كوب في كومو بالتعثر وترك بديل كارلين العمل كلياً.
أثناء فترة الثمانينات، واجه رجال من كوب ومارش منافسة شرسة مع بعضهم ومع أطراف أخرى ثالثة مهتمة بالأحافير. أرسل البروفيسور أليكسندر إمانويل أجاسيز من هارفرد ممثليه من الغرب، بينما شكل كارلين وفرانك يليستون شركة لبيع الأحافير العتيقة لأعلى مزاد. أما ريد فقد غادر وأصبح راعي أغنام في عام 1884م، وأثمرت محاجر مارش كومو بعد رحيلة. على الرغم من هذه النكسات، كانت محاجر مارش التشغيلية أكثر فعالية من كوب في ذلك الوقت. أما في بداية الثمانينات فقد كان كوب يمتلك أحافير أكثر من سعة منزل واحد، قد تخلف عن سباق الديناصورات.

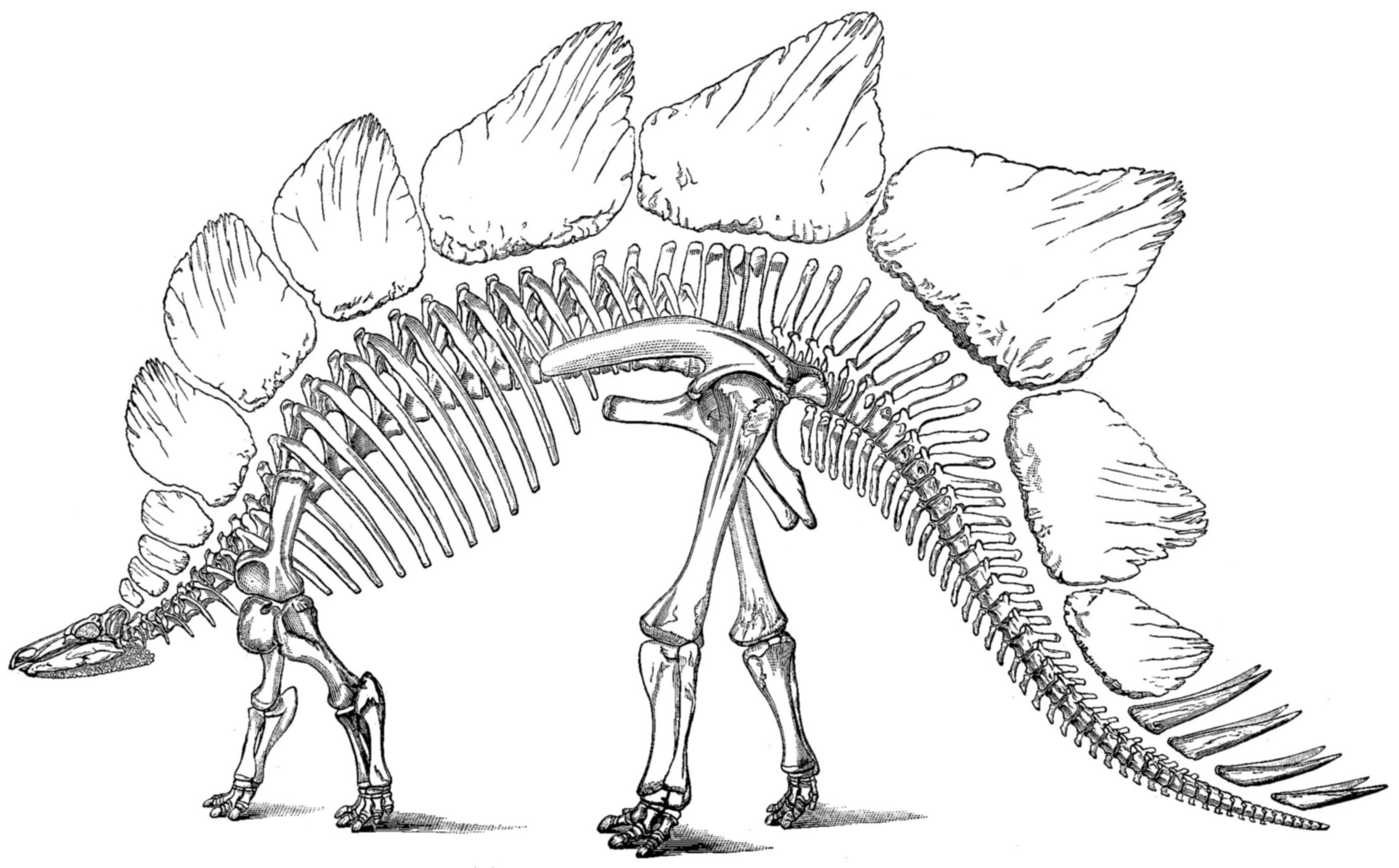

رافقت اكتشافات كوب ومارش اتهامات حساسة بالتجسس، وسرقة العمال والمتحجرات، والرشوة. اللذان قاما بحماية مواقع الحفر بشكل جيد إلى درجة أنهما قد يدمرا أحافير صغيرة أو ملء مواقع التنقيب بالتراب والصخور لتجنب وقوعها في يد المنافسين. أثناء عملية المسح الأرضي لمحاجر كومو في عام 1879م، قام مارش بفحص الاكتشافات الأخيرة ووضع علامات على العديد منها لتدميرها. وفي إحدى المناسبات تقاتلت فرق العلماء المتنافسة إلى درجة التراشق بالحجارة.

### النزاعات الشخصية والسنوات اللاحقة
أثناء نزاع كوب ومارس على الأحافير في غرب أمريكا، حاولا أيضاً التشكيك في مصداقيتهما المهنية. خجلاً بخطأه في إعادة ترميم بلنصور إلاسموساروس، حاول كوب بتغطية ذلك من خلال شراء كل نسخة يمكن إيجادها من الصحيفة التي نُشر فيها ذلك. وقد تأكد مارس الذي حدد الخطأ في البداية من إعلان القصة. فقد سهلت النتائج السريعة والهائلة التي توصل إليها كوب الطريق أمام مارش لاكتشاف الأخطاء من حين لآخر لإلقاء اللوم عليه وتوبيخه. ولم يعني ذلك أن مارش كان معصوماً عن الخطأ: فقد وضع الجمجمة الخطأ على الهيكل العظمي لأباتوساروس وأعلن اكتشافه لجنس جديد من البرونتوصورات.
في آواخر الثمانينات، تلاشى اهتمام الرأي العام بصراعات كوب ومارش وحل مكانه الاهتمام بقصص الصراعات العالمية بدلا من صراعات الغرب البري الأمريكي. عُين مارش رئيسا للمسح الحكومي الموحد وذلك بفضل جون ويسلي باول، رئيس هيئة المسح الجيولوجي الأمريكية وبفضل اتصالاتمارش ومعارفه مع بعض الأغنياء وذوي النفوذ في واشنطن. وكان مارش سعيدا لأبتعاده عن الاضواء والإثارة. وقد كانت ثروة كوب اقل بكثير من مارش خاصة بعد أن صرف أمواله في شراء مجلة «اختصاصيو علم الطبيعة الأمريكية» كما واجه صعوبات في إيجاد الموظفين (يرجع ذلك جزئيا إلى مزاجه المتقلب وحلفاء مارش في التعليم العالي). بدأ كوب بالاستثمار في التنقيب عن الذهب والفضة في الغرب الأمريكي، متحديا بعوض الملاريا والأجواء القاسية بحثا عن الأحافير بنفسه. نتيجة للعوائق المتعلقة بالتنقيب وقلة الدعم من الحكومة الفيدرالية تدهورت الحالة المادية لكوب بشكل مطرد، لدرجة أصبحت معها مجموعة الاحافير التي يملكها هي مدخراته الوحيدة. قام مارش خلال ذلك الوقت بتنفير كل من حوله حتى مساعديه المخلصين بمن فيهم ويليستون، مع رفضه مشاركة استنتاجاته المستمدة من النتائج التي توصلوا إليها، وايضا تراخيه وعدم انتظامه في التسديد حسب جدول الدفع الزمني.
فرصة كوب لاستغلال ضعف مارش كانت عام 1884م حين بدا الكونغرس في التحقيق عن وقائع المسح الجيولوجي، حيث أصبح كوب صديقا لـ هنري فارفيلد أوزبورن وبعد ذلك مع بروفسور التشريح في جامعة برينسيتون. كان يتشابه أوزبورن مع مارش في كثير من النواحي فقد كان بطيئاً ومنطقياً ولكنه أثبت أنه كانذو تأثير سيئً على مارش.
بدا كوب بالبحث عن عمال مستائين للتحدث (لست متأكد لمن وجود عمال بعد للتحدث) ضد باول وبحثه. حتى هذه اللحظة، كان باول ومارش قادرين على ابطال اتهامات كوب وولم تستطع أن تصل ادعاءاته إلى الإعلام (أو الأخبار أو...) المشهورة.
بدا اوزبورن مترددا في تطوير حملته ضد مارش، لذا ذهب كوب لحليف آخر ذكر لـ اوزبورن وهو صحفي من مدينة نيويورك يدعى ويليام Hosea بالو بالرغم من المشاكل في محاولة إخراج مارش من رئاسته لأكاديمية العلوم الوطنية (National Academy of Sciences) إلا أن كوب استلم مبلغ مالي هائل بعد أن عرضت عليه جامعة بنسلفينيا وظيفة التدريس. بعدها بفترة، سنحت لكوب الفرصة لتسديد ضربة قوية على مارش.
احتفظ كوب على مر السنين بمجلة مفصلة عن الأخطاء التي ارتكبها مارش وباول، كتبت تلك الأخطاء وتم إخفاؤها في الدرج الأخير من مكتب كوب. خطط بالو المجموعة الأولى من المقالات التي أصبحت في المستقبل سلسلة من المناظرات الصحفية بين مارش وباول وكوب. بينما كان المجتمع العلمي على علم مسبق بمنافسة مارش وكوب، أصبح العامة يعلمون بتصرفاتهم المخزية عندما نشرت نيويورك هيلد New York Herald
مقالاً بعنوان «شنّ العلماء حرباً مريرة».
صرحت المؤلفة اليزابيث نوبل شور بأن المجتمع العلمي صُدِم:

تراجع معظم العلماء المعاصرين عن القراءة حذراً أو قرأوا باهتمام عن ذلك. ليكتشفوا بعد ذلك احتل العداء بين كوب ومارشى الصفحات الأولى من الصحف في الماضي . أما المجلات العلمية التي تناقش علم الجيولوجيا وعلم الحفريات لم تحفل بذلك العداء، إلا أنها كانت تنقل بعض الأخبار وتذكرها بالتأكيد، لكن هذا لم يكن من الأخبار التي تهمها، لأنه كان متواجداً في اللقاءات العلمية الخاصة بهم لعقدين كاملين. كما أن معظم المجلات كانت قد انحازت بالفعل لأحد الجانبين.
هاجم إدوارد كوب العالم أوثينيال مارش في المقالات الصحفية بدعوى السرقة الأدبية وسوء الإدارة المالية وهاجم أيضاً باول بسبب أخطاءه في التصنيف الجيولوجي وهدر الأموال الحكومية. كان مارش وباول قادرين على نشر جانبهم من القصة وتوجيه دعوى قضائية ضد كوب. لكن تقرير الصحفي بالوس المنشور كان ضعيفاً جداً من ناحية الكتابة والبحث حتى أن كوب نفسه كان أذكى من مذكرة تحقيق فيلاديلفيا التي اقترحت على أمناء جامعة بنسلفانيا الطلب من كوب أن يقدم استقالته لإثبات ادعائاته ضد مارش وباول. أما مارش فقد أبقى قصة هيرالد مشتعلة برده الناري عليه إلا أن القضية تلاشت مع نهاية يناير من كل الصحف مع القليل من التغيير في العلاقة بين العدوين.
لم تُعقد جلسة استماع لتحري سوء توزيع الأموال من قبل باول ولم يتم تحميل المسؤولية لأي من كوب أو مارش على أخطائهما، ولكن رُبطت بعض افتراءات باول ضد مارش بالمسح. في مواجهة آراء ضد المسح المتأثرة بالجفاف الغربي والمخاوف من الإستيلاء على الأراضي السكنية الغربية المهجورة، وجد باول نفسه في موقع فحص دقيق أكبر من هيئة مجلس الاعتمادات. طالبت الهيئة بتفصيل ميزانية المسح بعد أن دفعتها أفعال مارش تجاه أموال المسح (التي كانت تبدو مفرطة) إلى التحرك. عندما تم قطع التخصيصات المالية عن باول في 1892م، أرسل باول برقية مقتضبة إلى مارش مطالباً اياه بالاستقالة، في استهانة شخصية ومالية. في نفس الوقت، تقاعد العديد من حلفاء مارش أو توفوا، مما قلل من مصداقيته العلمية.
وكما أن اسلوب حياة مارش المسرف كان يأسره، استلم كوب منصب في على المسح الجيولوجي لتكساس، بالرغم انه كان مازال يترنح من الهجمات المفروضة على شخصه خلال قضية هيرالد، الا انه لم يدفع بهجماته الشخصية. حظوظ كوب استمرت في البحث عنه من في بداية 1890م، حيث شغل منصب لييديك بروفيسور علم الحيوان لزوولوجي وانتخب كرئيس للرابطة الوطنية للعلوم المتقدمة في نفس السنة التي تنحى فيها مارش على أن يكون رئيس لأاكاديمية العلوم. وبالاقتراب من الجزء الاخير من العقد، بدات حظ كوب بالتردي مرة أخرى عندما استعاد مارش بعضا من تقديره والاعتراف به، مكتسبا ميدالية كافيير والتي تعتبر اعلى جائزة في الحفريات.
استمر التنافس قائماً بين كوب ومارش حتى وفاة كوب عام 1897م وهو الوقت الذي كان كلاهما مفلسيْن. عانى كوب من أمراض منهِكة في سنواته الأخيرة ممّا دعاه للقيام ببيع بعض من الأحافير وتأجير أحد منازله لتغطية نفقاته. أما مارش فقد قام برهن منزله وطلب نفقة من جامعة يال ليعيش عليها. ولكن المنافسة بين هذينِ الاثنين استمرتّ قويًّة حتى وإن كانت مُمِلة، ومن الجدير بالذكر أن كوب قام بالتحدي الأخير قبل وفاته. حيث ذكر أنه سيتبرع بجمجمته للعلم حتى يتمكنوا من قياس دماغه، أملاً منه بأن يكون أكبر من دماغ خصمه، حيث كان من المُعتقد في ذلك الوقت بأن حجم الدماغ هو المقياس الحقيقي للذكاء. لكن لم يقبل مارش بهذا التحدي، ويقال أن جمجمة كوب لاتزال محفوظة في جامعة ولاية بنسلفانيا. (سواء كانت الجمجمة المتنازع عليها لكوب أم لا فإن الجامعة ذكرت بأنها تعتقد أن الجمجمة الحقيقية فُقدت في 1970م، على الرغم من ذلك، ذكر روبرت بيكر بأن الطب الشرعي تحقق من أصالة الجمجمة بعد التحقق من كسور شعرية عليها.)

## الإرث العلمي

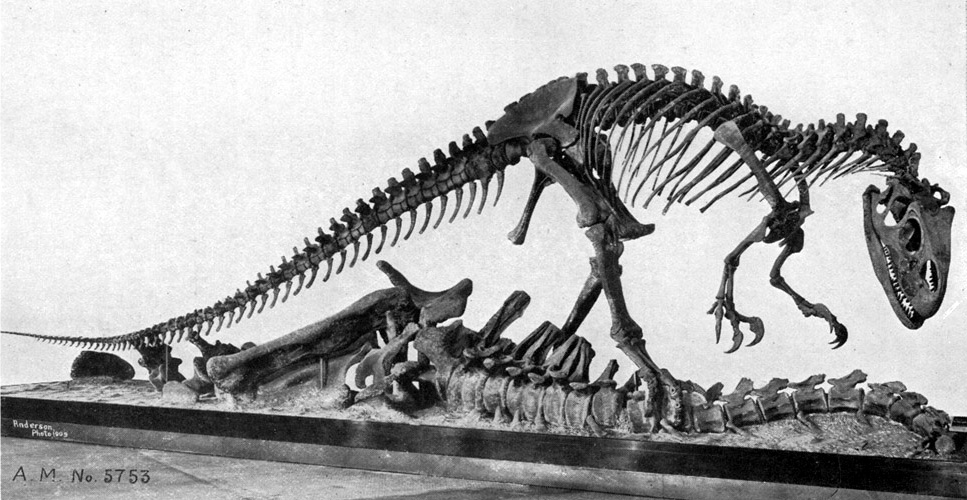
عظام ألوصور كامل تقريباً

نستطيع القول بأن مارش هو الذي فاز في هذه الحرب إذا اعتمدنا الأرقام للتحكيم بينهما. فقد قام كلا العالِمين باكتشافات علمية مذهلة وذات قيمة، لكن بينما اكتشف مارش 80 نوعاً جديداً من الديناصورات، استطاع كوب اكتشاف 56 نوعاً فقط. في مرحلة متأخرة من هذه الحرب أصبح مارش يملك رجالاً ومالاً تحت تصرفه أكثر من كوب. بالإضافة إلى ذلك فقد كان لدى كوب مجموعة اوسع في التعامل مع الأحفوريات بينما كان نشاط مارش على الأغلب في الزواحف والثديات المتحجرة.
كانت العديد من اكتشافات كوب ومارش هي من الديناصورات المعروفة، مثل تريسراتبس، الوسورس، ديبلودوكس، ستيغوسورس،كامراصور، وسيلوفايسز. حددت اكتشافاتهما التراكمية علم الأحياء القديمة الناشئ حين ذاك: قبل اكتشافات كوب ومارش، كانت هناك 9 فصائل فقط معروفة من الديناصورات في أمريكا الشمالية. أُيدت بعض من أفكارهما -مثل فكرة مارش بأن الطيور منحدرة من الديناصورات- بينما ينظر إلى بعض أفكارهما الأخرى على أنها قليلة أو عديمة الجدارة العلمية. أدت حروب الأحافير أيضاً إلى اكتشاف اولى الهياكل العظمية، وازدياد شهرة الديناصورات بين العامة. كما صرح عالم الأحياء القديمة روبرت بيكر، : "لم تملأ الديناصورات القادمة من كومو بلف المتاحف فقط، بل ملأت مقالات المجلات، الكتب المدرسية، وعقول الناس أيضا بغض النظر عن فوائدها فلحرب الأحافير جانب سلبي ليس فقط على العالمين بل على أقرانهم ومجالهم العلمي ككل. فقد سبب العداء العام بين كوب ومارش الأذى لعلم المتحجرات الأمريكي في أوروبا لعدة قرون. ومع ذلك، فمن المحتمل أن الاستعمال المُبالغ به للديناميت والتخريب عن طريق موظفي كلا العالمين أدى إلى تدمير ودفن العديد من بقايا الأحافير المهمة. تخلى جوزيف ليدي عن أكثر تنقيباته المنهجية في الغرب مكتشفاً أنه لم يتمكن من مجاراة كوب ومارش في بحثهما المتهور عن العظام. كما أنه مل من الشجار المستمر بينهما، فهُمشت أسطورته نتيجة لانسحابه من المجال؛ ولم يجد بعد مماته أوزبورن أي ذكر له في أي أعمال منافسيه. في عجلة كلٍ منهما للتغلب على الآخر، راكم كوب ومارش عظام اكتشافاتهم بعشوائية. وقد أدى وصفهم للأجناس الجديدة، حسب إعادة بنائهما إلى وقوع سوء فهم والتباس استمر إلى ما بعد موتهما لسنوات.
أشارت عملية التنقيب التي أجريت في عام 2007-2008م في عدة مواقع خاصة بعالمي الآثار كوب ومارش، أن الضرر الذي تسببا به أقل مما ذكر. وقد اكتشف باحثون من متحف موريسون للتاريخ الطبيعي من خلال استخدام رسومات الميادين الخاصة بالعالم ليكس أنه لم يقم بنسف المحاجر الأكثر إنتاجية في ولاية كولورادو بالديناميت إنما قام بتعبئة الموقع فقط. ويعتقد مدير المتحف ماثيو موسبركر أن ليكس نشر هذه الكذبة «لأنه لم يرغب بأي منافسة حول المحجر لذا قام بخداع وتضليل طاقم كوب».

### الأعمال المتعلقة بحروب العظام
إضافة إلى كونها محور الكتب التاريخية والحفرية، كانت حروب العظام موضوعاً للرواية المصورة، العظام الحادة، رعاة البقر، وسحالي الرعد، للكاتب جيم أوتّافياني. العظام الحادة هو عمل من نسج الخيال التاريخي قام فيه أوتّفياني بتقديم شخصية تشارلس آر نايت لأغراض حبكية، كما قام بإعادة هيكلة بعض الأحداث. عُرضت حروب العظام بشكلٍ أكثر خيالاً في كتاب حروب العظام للكاتب بريت دافيز[بحاجة لمصدر]، والذي تضمن اهتمام مخلوقات فضائية في العظام أيضاً. وكانت حروب العظام الأساس للعبة الورق "حروب العظام: لعبة علم الحفريات القاسية"[بحاجة لمصدر] التي أنتجتها شركة ألعاب Zygote Games وأنشئها كاتب الخيال العلمي جيمس كامبياز وبروفيسورة علم الأحياء دايان كيلي. في اللعبة، يتنافس اللاعبون لإعادة بناء هياكل الديناصورات. في عام 2011م، بثت خدمة الإذاعة العامة PBS الفيلم الوثائقي حروب الديناصورات من خلال برنامج التجربة الأمريكية.

## هوامش
1. ↑  Martin, 66.
2. 1 2 3 4 5  Dodson.
3. ↑  Bryson, 92.
4. 1 2  Academy of Natural Sciences.
5. 1 2  Limerick, et al., 7.
6. ↑  Preston, 60.
7. ↑  Bryson, 93.
8. 1 2  Preston, 61.
9. ↑  Marsh.
10. ↑  Leidy.
11. 1 2 3 4 5  Penick.
12. 1 2  Thomson, 217.
13. ↑  Thomson, 218.
14. 1 2  Thomson, 219.
15. ↑  Western History Association, 56.
16. ↑  Thomson, 221–222.
17. ↑  Thomson, 225–228.
18. ↑  Wilford, 87.
19. ↑  Thomson, 229.
20. ↑  Thomson, 235.
21. ↑  Thomson, 237.
22. ↑  Thomson, 245.
23. ↑  Thomson, 250.
24. ↑  Thomson, 264.
25. ↑  Thomson, 267.
26. ↑  Thomson, 269.
27. ↑  Thomson, 271.
28. ↑  Wilford, 105.
29. 1 2  Wilford, 106.
30. ↑  Wallace, 147.
31. ↑  Wilford, 107.
32. ↑  Wallace, 148.
33. ↑  Wilford, 108.
34. 1 2  Jaffe, 228.
35. ↑  Preston, 62.
36. ↑  Jaffe, 229.
37. 1 2  Jaffe, 230.
38. ↑  Wallace, 149–150.
39. 1 2  Wallace, 152.
40. 1 2 3  Bakker.
41. 1 2  Bates.
42. ↑  Jaffe, 237.
43. ↑  Jaffe, 238.
44. 1 2  Wallace, 153–154.
45. ↑  Jaffe, 244.
46. ↑  Wallace, 156.
47. 1 2  Jaffe, 246.
48. 1 2 3  Wallace, 157.
49. 1 2  Preston, 63.
50. ↑  Jaffe, 15.
51. ↑  Rajewski, 22.
52. 1 2 3  Wallace, 175–177.
53. ↑  Jaffe, 324.
54. ↑  Wallace, 183.
55. ↑  Wallace, 195.
56. ↑  Sterling, 592.
57. ↑  Wallace, 201.
58. ↑  Wallace, 203.
59. ↑  Wallace, 204.
60. 1 2  Osborn, 403.
61. ↑  Farlow, 709.
62. ↑  Osborn, 585.
63. ↑  Shor.
64. ↑  Osborn, 404.
65. ↑  Wallace, 238–239.
66. ↑  Wallace, 252.
67. 1 2  Wallace, 256–257.
68. ↑  Jaffe, 329.
69. ↑  Wallace, 260.
70. ↑  Wallace, 261.
71. ↑  Wallace, 267.
72. ↑  Baalke.
73. 1 2  Colbert, 93.
74. ↑  Colbert, 88.
75. ↑  Trefil, 95.
76. ↑  Limerick, 8.
77. ↑  Wallace, 84.
78. ↑  Jaffe, 248.
79. ↑  Rajewski, 21.
80. ↑  Mondor.
81. ↑  "WGBH American Experience - Dinosaur Wars". WGBH Educational Foundation. مؤرشف من الأصل في 2018-11-16. اطلع عليه بتاريخ 2011-01-11.

## وصلات خارجية
- مقالة مفصلة حول حرب العظام. (بالإنجليزية)
- حرب الأحافير على مشروع الدليل المفتوح
- عرض أعمال إدوارد درينكر كوب على مكتبة تراث التنوع الحيوي. (بالإنجليزية)
- عرض أعمال أوثنييل تشارلز مارش على مكتبة تراث التنوع الحيوي. (بالإنجليزية)
- حروب الديناصور –  فيلم وثائقي من American Experience